# فرودگاه هاکتستاون
فرودگاه هاکتستاون (به انگلیسی: Hackettstown Airport) یک فرودگاه همگانی بهره‌برداری هوایی است که یک باند فرود آسفالت دارد و طول باند آن ۶۷۱ متر است. این فرودگاه در شهر هاکتستاون، نیوجرسی کشور ایالات متحده آمریکا قرار دارد و در ارتفاع ۲۰۴ متری از سطح دریا واقع شده‌است.